# 王應楫
王應楫（？—？），字用甫，號济川，山东青州府安丘县軍籍，明朝政治人物。

## 生平
万历二十八年（1600年）庚子科山东乡试举人，三十二年（1604年），登甲辰科进士，初授山西徐沟县知县，调榆次县，三十八年升刑部主事，四十一年丁憂，四十三年補户部主事，差崇文门课税，四十六年养病。天启元年升户部河南司郎中，本年升河南汝寧府知府，四年升陕西按察司副使，六年升河南右参政，七年升陕西河东道按察使，寻改河南按察使，分巡河南。

## 家族
曾祖王孜，赠承德郎户部主事。祖父王嘉謨，湖廣按察司佥事。父王學省。母曹氏。慈侍下。娶李氏。